# Northwest Arm (Chimney Bay)
De Northwest Arm is een ruim 5 km lange zeearm in de Canadese provincie Newfoundland en Labrador. De baai ligt in het uiterste noorden van het eiland Newfoundland, aan de oostkust van het Great Northern Peninsula.

## Geografie
De Northwest Arm is een zijarm van de Chimney Bay, een grote zeearm die 16,5 km in noordelijke richting het binnenland van Newfoundland insnijdt. Het noorden van de Chimney Bay is breder dan de rest van die baai en heeft in het zuiden een 2,7 km lange, naar het zuidwesten toe lopende inham genaamd Castor Cove. Aan het zuidwestelijkste punt van Castor Cove bevindt zich een amper 50 meter brede doorgang die de Chimney Bay verbindt met de Northwest Arm.
Vanaf die zeer nauwe samenkomst met de Castor Cove loopt de Northwest Arm 5,1 km onafgebroken in noordwestelijke richting. De zeearm is ondanks zijn lengte vrijwel nergens meer dan 600 meter breed. 

### Long Arm
Aan zijn noordelijke uiteinde kent de Northwest Arm opnieuw een ernstige versmalling tot een breedte van minder dan 70 meter, alwaar hij van naam veranderd tot de Long Arm. Dat verlengde van de Northwest Arm gaat nogmaals zo'n 2,3 km verder in noordwestelijke richting met een breedte die vrijwel nergens de 300 meter overstijgt.

## Stroming
De amper 50 meter brede doorgang tussen de Northwest Arm en de Castor Cove, die enkel bij hoogtij door schepen kan betreden worden, kent een zeer sterke stroming. De lange zeearm die de Northwest Arm–Long Arm vertegenwoordigt, compliceert bij de getijdewisseling overigens de scheepvaart in het noorden van de Chimney Bay (waar de vissersplaats Roddickton gevestigd is). Wanneer Chimney Bay langs het zuiden bij vloed wordt aangevuld door water vanuit de Atlantische Oceaan, is de stroming van eb vanuit de Northwest Arm immers nog steeds de Chimney Bay langs de andere kant aan het aanvullen.